# Vitåfors, Gällivare kommun

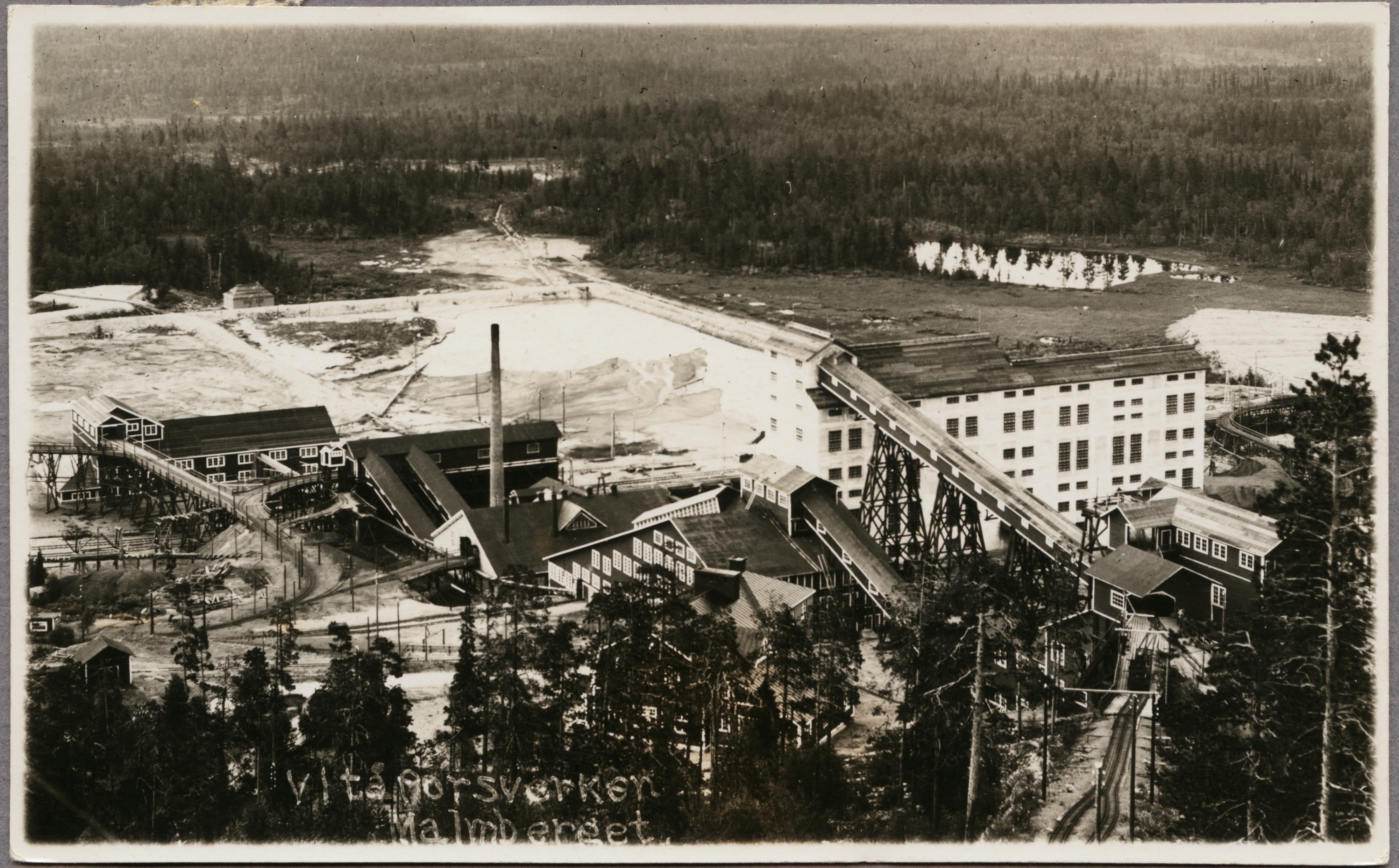
Anrikningsverket i Vitåfors, bild av Lea Wikström cirka 1917.

Vitåfors är ett gruvområde och tidigare samhälle mellan Malmberget och Koskullskulle i Gällivare kommun. Orten var belägen norr om Koskullskulle och öster om Dennewitz, omkring fem kilometer öster om Malmberget. Intill området rinner Naalajoki som är ett biflöde till Lina älv. Vitåfors är tillsammans med Dennewitz och Tingvallskulle en av tre gruvförorter som grundades i början av 1900-talet när gruvverksamheten i Gällivare malmberg expanderade.

## Historia
Malmbrytningen i Vitåfors inleddes 1905 av AB Gellivare Malmfält (AGM). När anrikningsverket byggdes 1914 uppfördes 24 lägenheter för arbetarna, men samhället fick aldrig några servicefunktioner. Via Koskullskulle hade Vitåfors järnvägsförbindelse med Malmberget och Tingvallskulle. 1918 färdigställdes ytterligare ett anrikningsverk och en gruvstuga.
År 1927 byggdes ett modernare sovringsverk och Vitåfors visade sig vara ett högproduktivt gruvområde; redan efter några år producerades 133 ton malm per dagsverke. Vitåfors blev det ledande anrikningsverket som kunde producera så gott helt fosforfri järnmalm och på 1950-talet producerades omkring 1 000 ton per skift. 1942 beslöt LKAB att bygga en ny förädlings- och uppfordringsanläggning i Vitåfors och 1956–1960 byggdes ett nytt verk som separerade magnetit och hematit och producerade ren hemtatit.
På 1950-talet lades alla verk och uppfordringar ned i Malmbergsgruvan och Koskullskullegruvan. Stora Malmlagret, Kaptenslagret, Dennewitz och Koskullskulle sammanbands genom stollar med en central uppfordring i Vitåfors. I samband med det försvann bostadsområdet i Vitåfors och de sista invånarna flyttade bort 1964.

## Kultur
Birger Jonassons oljemålning Hem från Vitfors från 1974 illustrerar gruvarbetare som stiger ur en buss på väg hem från Vitåfors. Målningen ställdes ut på Konstnärshuset i Stockholm 1974. I samband med att biografen i Blå Forell i Gällivare eldhärjades 2011 förstördes målningen under oklara omständigheter.